# Santiago el Pinar

Mapa geográfico da região.

Santiago el Pinar é um município do estado do Chiapas, no México. A população do município calculada no censo de 2005 era de 2.854 habitantes.